# Bonifacio di Canossa
Bonifacio III di Canossa (o Bonifacio IV di Toscana) (985 – San Martino dell'Argine, 6 maggio 1052) fu margravio di Toscana dal 1027 alla morte. Padre di Matilde di Canossa, fu uno dei signori più potenti del suo tempo.

## Biografia

### Le origini
Bonifacio detto "il Tiranno" era figlio di Tedaldo di Canossa (figlio di Adalberto Atto detto Attone) e di Willa (figlia di Adimaro, a sua volta figlio di Bonifacio II, duca di Spoleto e appartenente alla dinastia degli Hucpoldingi), probabilmente il secondogenito. Dal padre ereditò le contee di Modena, Reggio Emilia, Mantova, Brescia, Ferrara; dalla madre il controllo di ampi possedimenti in Toscana (tra Firenze, Lucca, Pisa, Pistoia). Nominato poi marchese ("duca") di Toscana (1027).
Il casato dei Canossa basava i suoi poteri non su concessioni feudali di territori e castelli, ma dai diritti conquistati e dalle consistenti proprietà allodiali della famiglia. Avevano ampliato i propri beni principalmente attraverso l'acquisto di terre o la permuta di beni cercando di cedere beni sparsi in favore della creazione di un nucleo di proprietà di notevole entità, ma anche grazie all'oculata gestione dei matrimoni. Oltretutto i Canossiani erano perfettamente inseriti nel sistema che procurava cariche ecclesiastiche in cambio di denaro (simonia) ed erano anche esperti gestori di proprietà altrui: molti signori o ecclesiastici lontani demandavano la gestione di castelli e cittadine che talvolta restavano a far parte del patrimonio dei Canossa. Alcuni contratti stipulati da Bonifacio prevedevano la "precaria", cioè un'occupazione di tre generazioni in cambio di altri beni; ma bastava che l'occupante non ricambiasse la parola data che si teneva il feudo. Vi erano infine le vere e proprie espropriazioni violente dei beni desiderati: più volte lo stesso Bonifacio non si fece scrupolo di prendere con le armi le proprietà delle chiese locali.

### L'ascesa

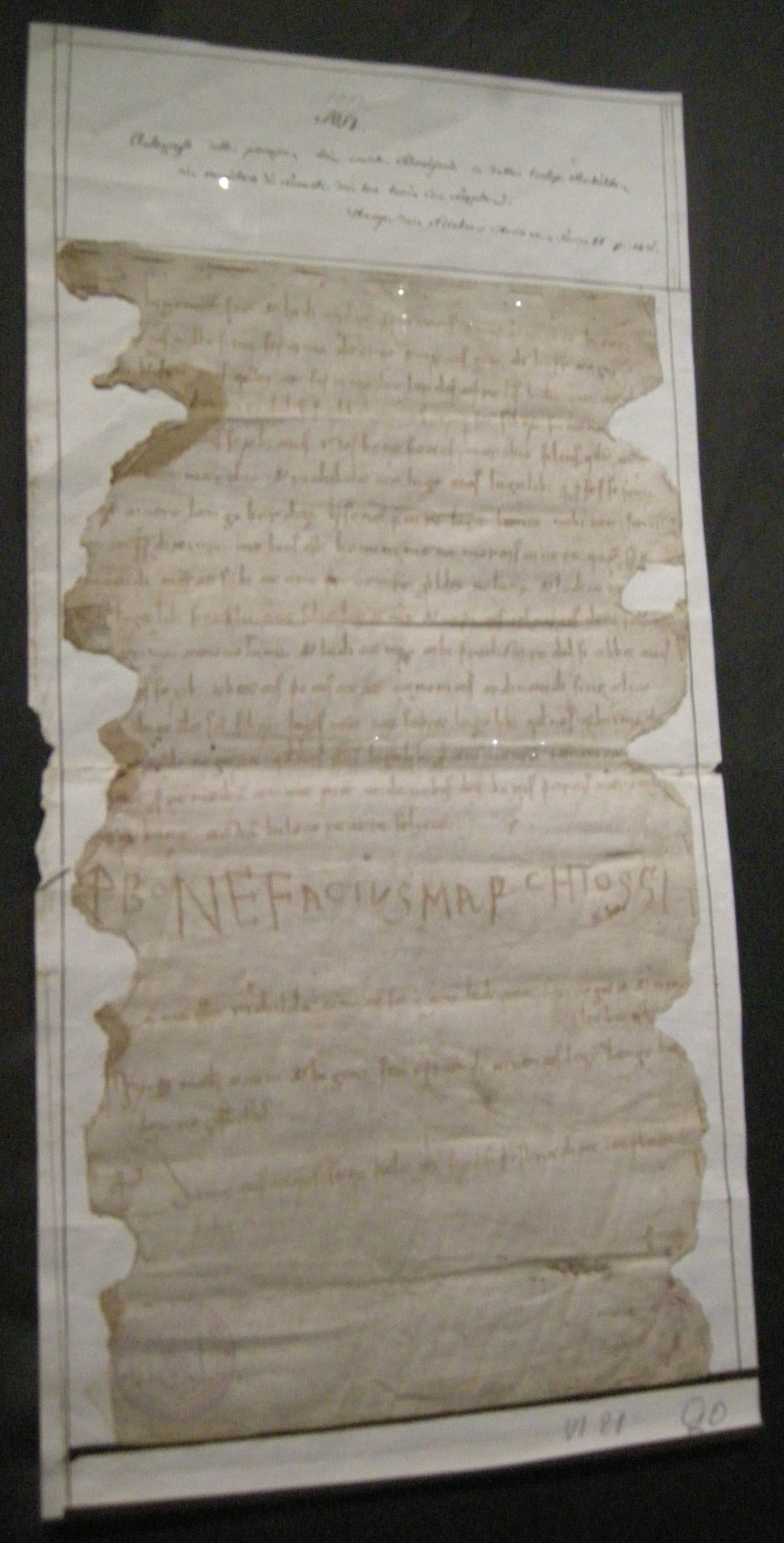
Museo diocesano di Nonantola, Bonifacio di Canossa e la moglie dispongono il passaggio dei loro beni all'abbazia di Nonantola se moriranno senza eredi. Anno 1017.

Bonifacio iniziò la sua carriera nel 1014, aiutando l'imperatore Enrico II nel deporre Arduino, marchese di Ivrea, proclamatosi re d'Italia, un titolo regale che l'Imperatore non aveva riconosciuto.
Nel 1016, Bonifacio era nuovamente schierato a fianco dell'imperatore, questa volta contro il margravio di Torino, Ulrico Manfredi II. Nel 1020-1021 dovette far fronte alle pretese del fratello Corrado per la successione al potere (suo padre Tedaldo lo aveva nominato unico erede dei possedimenti canossiani) e ne uscì vittorioso.
Nel 1027 Bonifacio sostenne la candidatura di Corrado II di Germania per la corona d'Italia e la corona imperiale contro altri pretendenti: Corrado II entrò Italia, e dirigendosi verso Roma, con Bonifacio assediò Lucca dove si era asserregliato Ranieri. Lo depose dalla carica margravio di Toscana, consegnando terre e titoli a Bonifacio. Questi collaborò attivamente alla politica dell'imperatore Corrado II: tenne contatti con gli altri fedeli dell'Impero, come l'arcivescovo Gebeardo di Ravenna e il vescovo Adalfredo di Bologna; insieme ad Ariberto da Intimiano partecipò con le sue truppe alla campagna repressiva condotta dall'imperatore contro il duca Oddone II di Blois, che si era asserragliato nel 1034 nella fortezza di Morat (vicino all'odierna Friburgo). Bonifacio condusse in prima linea l'azione, riuscendo con grande astuzia a conquistare la fortezza ed evitando quindi che il vassallo ribelle realizzasse il proprio obiettivo principale: annettere ai propri territori la Borgogna. L'azione destò notevole impressione e Bonifacio fu ricompensato con grandi doni dall'imperatore. Lungo la via del ritorno vendicò il furto di alcuni destrieri dell'armata comandando una razzia contro un anonimo villaggio montano, per poi far tagliare i nasi e le orecchie dei ladri catturati.
Nel Natale del 1037, Bonifacio intervenne nella repressione del tumulto antimperiale che agitò Parma, che insieme ad altre città padane aveva affiancato Ariberto nell'opposizione a Corrado II. Nel 1043, per i servizi resi all'Impero, ricevette il Ducato di Spoleto e Camerino. Nel frattempo acquisiva maggiori territori tra Parma e Piacenza, mentre la sua residenza principale era Mantova. 
Nel 1046 accolse con onore e munificenza al loro arrivo a Piacenza Enrico III, venuto in Italia per essere incoronato imperatore, e la consorte Agnese di Poitou. Il rapporto tra Bonifacio ed Enrico, però, ben presto si deteriorà, probabilmente perché l'imperatore era timoroso della strapotenza di Bonifacio in Italia, e pare che in diverse successive occasioni abbia cercato di arrestarlo o di eliminarlo. D'altra parte, Bonifacio poteva contare tra i suoi alleati i Conti di Tuscolo, parenti di Papi, e Guaimario IV di Salerno.
Bonifacio appoggiò il partito della riforma di papa Leone IX e fu presente al Sinodo di Pavia nel 1049. Sostenne con copiose elargizioni l'abbazia di Pomposa.

### La morte
Morì, ucciso a tradimento nel 1052, a San Martino dall'Argine, o nel bosco di Spineda, durante una battuta di caccia; una leggenda vuole che sia stato assassinato per mano di Scarpetta de' Canevari di Parma, ma nella biografia di Donizone non si parla di morte violenta. Venne sepolto a Mantova nella chiesa di San Michele. La lapide sepolcrale si trova invece nella Cappella dell'Incoronata, all'interno del duomo di Mantova.

## Discendenza
Fu sposato con Richilde, figlia del conte di Bergamo Gisalberto II, e poi nel 1037 con Beatrice di Lotaringia. Le sontuose nozze furono celebrate a Marengo, poco distante da Mantova. Da quest'unione nacquero tre figli:
- Beatrice, morta in giovane età nel 1053
- Federico, che ereditò i beni paterni, ma morì giovane
- Matilde, la Gran Contessa, nel 1046.

## Ascendenza
|                           |                         |                            | Genitori              |  |  | Nonni |  |  | Bisnonni           |  |  | Trisnonni |  |
|                           |                         |                            |                       |  |  |       |  |  | Sigifredo di Lucca |  |  | …         |  |
|                           |                         |                            |                       |  |  |       |  |  | Sigifredo di Lucca |  |  | …         |  |
|                           |                         | …                          |                       |  |  |       |  |  | Sigifredo di Lucca |  |  |           |  |
| Adalberto Atto di Canossa |                         |                            |                       |  |  |       |  |  | Sigifredo di Lucca |  |  |           |  |
|                           |                         | ...                        | …                     |  |  |       |  |  |                    |  |  |           |  |
|                           |                         | ...                        | …                     |  |  |       |  |  |                    |  |  |           |  |
|                           |                         | ...                        | …                     |  |  |       |  |  |                    |  |  |           |  |
| Tedaldo di Canossa        |                         | ...                        |                       |  |  |       |  |  |                    |  |  |           |  |
|                           |                         | Sigifredo dei Supponidi    | …                     |  |  |       |  |  |                    |  |  |           |  |
|                           |                         | Sigifredo dei Supponidi    | …                     |  |  |       |  |  |                    |  |  |           |  |
|                           |                         | Sigifredo dei Supponidi    | …                     |  |  |       |  |  |                    |  |  |           |  |
| Ildegarda dei Supponidi   |                         | Sigifredo dei Supponidi    |                       |  |  |       |  |  |                    |  |  |           |  |
|                           |                         | ...                        | …                     |  |  |       |  |  |                    |  |  |           |  |
|                           |                         | ...                        | …                     |  |  |       |  |  |                    |  |  |           |  |
|                           |                         | ...                        | …                     |  |  |       |  |  |                    |  |  |           |  |
| Bonifacio di Canossa      |                         | ...                        |                       |  |  |       |  |  |                    |  |  |           |  |
|                           | Bonifacio II di Spoleto | Ubaldo I degli Hucpoldingi |                       |  |  |       |  |  |                    |  |  |           |  |
|                           | Bonifacio II di Spoleto | Ubaldo I degli Hucpoldingi |                       |  |  |       |  |  |                    |  |  |           |  |
|                           | Bonifacio II di Spoleto | …                          |                       |  |  |       |  |  |                    |  |  |           |  |
| Adimaro                   | Bonifacio II di Spoleto |                            |                       |  |  |       |  |  |                    |  |  |           |  |
|                           |                         | Waldrada di Borgogna       | Rodolfo I di Borgogna |  |  |       |  |  |                    |  |  |           |  |
|                           |                         | Waldrada di Borgogna       | Rodolfo I di Borgogna |  |  |       |  |  |                    |  |  |           |  |
|                           |                         | Waldrada di Borgogna       | Willa di Provenza     |  |  |       |  |  |                    |  |  |           |  |
| Willa degli Hucpoldingi   |                         | Waldrada di Borgogna       |                       |  |  |       |  |  |                    |  |  |           |  |
|                           |                         | ...                        | …                     |  |  |       |  |  |                    |  |  |           |  |
|                           |                         | ...                        | …                     |  |  |       |  |  |                    |  |  |           |  |
|                           |                         | ...                        | …                     |  |  |       |  |  |                    |  |  |           |  |
| ...                       |                         | ...                        |                       |  |  |       |  |  |                    |  |  |           |  |
|                           |                         | ...                        | …                     |  |  |       |  |  |                    |  |  |           |  |
|                           |                         | ...                        | …                     |  |  |       |  |  |                    |  |  |           |  |
|                           |                         | ...                        | …                     |  |  |       |  |  |                    |  |  |           |  |
|                           |                         | ...                        |                       |  |  |       |  |  |                    |  |  |           |  |